# Championnat du Costa Rica de football 1965-1966
Navigation
Saison précédente Saison suivante
La Primera División 1965-1966 est la quarante-quatrième édition de la première division costaricienne.
Lors de ce tournoi, le Deportivo Saprissa a tenté de conserver son titre de champion du Costa Rica face aux neuf meilleurs clubs costariciens.
Chacun des dix clubs participant était confronté quatre fois aux neuf autres équipes.
Seulement une place était qualificative pour la Coupe des champions de la CONCACAF.

## Les 10 clubs participants
| \| LD Alajuelense CS Cartagines CS Herediano Limon FC —Orión FC Puntarenas FC AD San Carlos / Deportivo Saprissa Municipal Turrialba CS Uruguay \| Localisation des clubs engagés dans le championnat. |
| LD Alajuelense CS Cartagines CS Herediano Limon FC —Orión FC Puntarenas FC AD San Carlos / Deportivo Saprissa Municipal Turrialba CS Uruguay                                                           |

| Club                | Stade                        | Capacité          | Ville          |
| LD Alajuelense      | Stade Alejandro Morera Soto  | 17 900            | Alajuela       |
| CS Cartagines       | Stade José Rafael Meza       | 13 500            | Cartago        |
| CS Herediano        | Stade Eladio Rosabal Cordero | 8 100             | Heredia        |
| Limon FC            | Stade Juan Gobán             | 3 000             | Puerto Limón   |
| Orión FC            | Stade Lito Monge             | 27 500            | Curridabat     |
| Puntarenas FC       | Stade inconnu                | Capacité inconnue | Puntarenas     |
| AD San Carlos       | Stade inconnu                | Capacité inconnue | Ciudad Quesada |
| Deportivo Saprissa  | Stade national du Costa Rica | 25 500            | San José       |
| Municipal Turrialba | Stade Rafael Ángel Camacho   | 4 500             | Turrialba      |
| CS Uruguay          | Stade Municipal el Labrador  | 2 500             | Coronado       |

## Compétition
Les dix équipes s'affrontent à quatre reprises selon un calendrier tiré aléatoirement.
Le classement est établi sur l'ancien barème de points (victoire à 2 points, match nul à 1, défaite à 0).
Le départage final se fait selon les critères suivants :
- Le nombre de points.
- Une confrontation aller-retour supplémentaire.

### Classement
| Rang | Équipe                 | Pts | J  | G  | N  | P  | Bp | Bc | Diff |
| ---- | ---------------------- | --- | -- | -- | -- | -- | -- | -- | ---- |
| 1    | LD Alajuelense         | 49  | 36 | 21 | 7  | 8  | 79 | 38 | +41  |
| 2    | Deportivo Saprissa (T) | 49  | 36 | 18 | 13 | 5  | 79 | 37 | +42  |
| 3    | CS Cartagines          | 43  | 36 | 16 | 11 | 9  | 54 | 38 | +16  |
| 4    | Puntarenas FC          | 38  | 36 | 14 | 10 | 12 | 45 | 43 | +2   |
| 5    | AD San Carlos (P)      | 37  | 36 | 15 | 7  | 14 | 55 | 62 | -7   |
| 6    | CS Herediano           | 35  | 36 | 12 | 11 | 13 | 51 | 51 | 0    |
| 7    | Orión FC               | 33  | 36 | 12 | 9  | 15 | 59 | 76 | -17  |
| 8    | Limon FC               | 28  | 36 | 10 | 8  | 18 | 46 | 72 | -26  |
| 9    | CS Uruguay             | 24  | 36 | 7  | 10 | 19 | 49 | 67 | -18  |
| 10   | Municipal Turrialba    | 24  | 36 | 9  | 6  | 21 | 47 | 80 | -33  |

| Légende : Qualifications et relégations | Légende : Qualifications et relégations                             |
| --------------------------------------- | ------------------------------------------------------------------- |
|                                         | Coupe des champions de la CONCACAF 1968 (1er Tour de qualification) |
|                                         | Relégué en Segunda División                                         |
|                                         | (T) : Tenant du titre (P) : Promu de la saison 1964-1965            |

### Confrontations supplémentaires
| Club           | Aller | Retour | Club                | Commentaire |
| LD Alajuelense | 1-0   | 1-1    | Deportivo Saprissa  |             |
| CS Uruguay     | 4-0   | 0-0    | Municipal Turrialba |             |

## Bilan du tournoi
| Tableau d'Honneur |                |
| Compétition       | Vainqueur      |
| Primera División  | LD Alajuelense |

| Qualifications continentales 1967-1968 |                |
| Coupe des champions de la CONCACAF     | Qualifiés      |
| Premier tour de qualification          | LD Alajuelense |

| Promotions et relégations   |                     |
| Relégué en Segunda División | Municipal Turrialba |
| Promu de Segunda División   | Deportivo México    |

## Statistiques

### Meilleur buteur
- Errol Daniels (LD Alajuelense) 30 buts
- Juan Ulloa (AD San Carlos) 30 buts